# Hans Steinbrenner (Bildhauer)

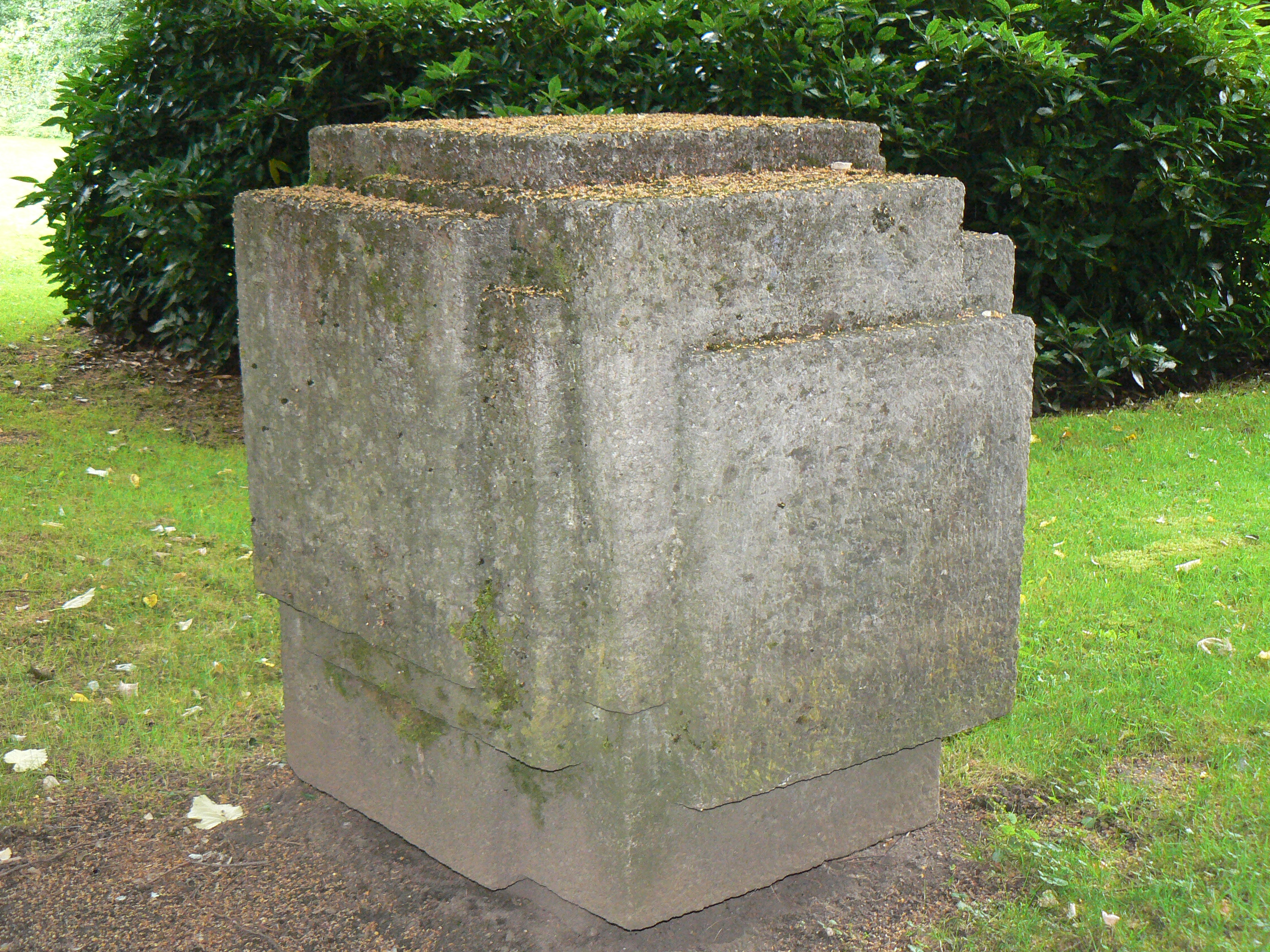
Quader-Skulptur (1965). Skulpturengarten des Museums Quadrat Bottrop

Hans Steinbrenner (* 25. März 1928 in Frankfurt am Main; † 18. Juni 2008 ebenda) war ein deutscher Bildhauer.

## Leben und Werk

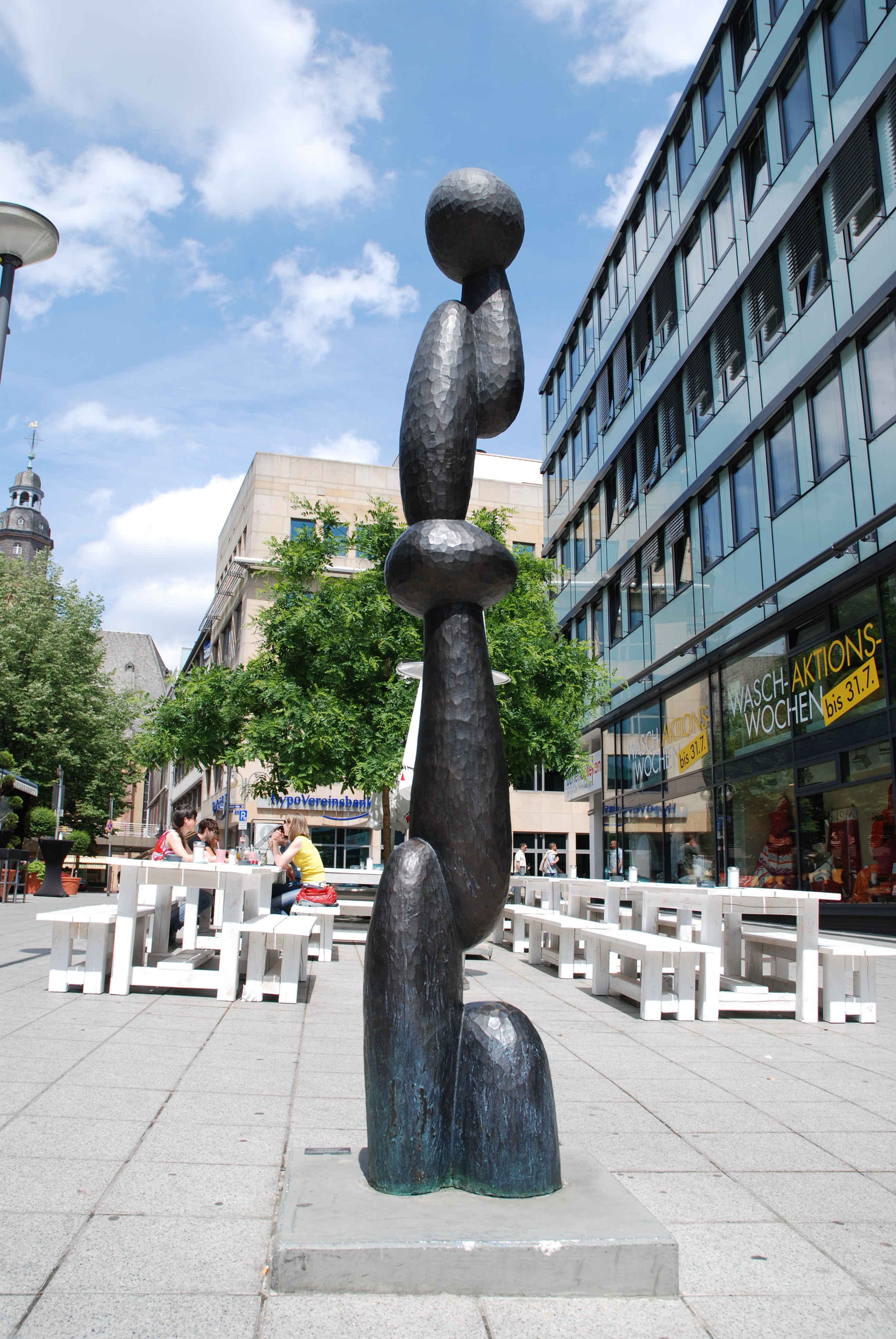
Figur (1961). Sandgasse, Frankfurt am Main

Steinbrenner wuchs im Frankfurter Stadtteil Praunheim auf. Nach dem Zweiten Weltkrieg absolvierte er von 1946 bis 1949 eine Ausbildung an der Werkkunstschule, (heute Hochschule für Gestaltung) in Offenbach am Main. Es folgte bis 1952 eine weitere Ausbildung an der Städelschule in Frankfurt. Im Anschluss daran studierte er bis 1954 an der Münchener Kunstakademie, wo Steinbrenner Schüler des Bildhauers Toni Stadler (1888–1982) war. Hans Steinbrenner ist der ältere Bruder des deutschen Bildhauers Klaus Steinbrenner. Von 1958 bis 1963 arbeitete er als Bildhauer zusammen mit seinem Bruder als Künstlerpaar in der Bildhauergemeinschaft Hans & Klaus Steinbrenner in Frankfurt am Main. Von 1964 bis 2008 lebte er in der Frankfurter Künstler Kolonie in Praunheim.
Steinbrenners Werk, dessen erste Skulpturen auf das Ende der 1940er Jahre datieren, stand anfangs noch unter Einfluss seiner Lehrer. Er schuf klassisch geprägte Einzel- und Gruppenfiguren. Bis Mitte der 1950er Jahre wandelte sich Steinbrenners Stil und wurde durch die Begegnung mit den Bildhauern Brâncuși (1876–1957) und Laurens (1895–1954) in Paris geprägt. Es entstanden bis zu zwei Meter hohe abstrakte, biomorphe Figuren.
In den 1960er Jahren wandte er sich geometrisch-abstrakten, rhythmisch gegliederten Quaderskulpturen zu.
In der letzten Phase seines Schaffens (etwa ab Ende der 1960er Jahre) wechselte Steinbrenner noch einmal seinen stilistischen Ausdruck hin zu abstrakten, stelenartig geformten Figuren. Zusammen mit seinem Bruder waren sie als Hans & Klaus Steinbrenner mit einer Großen Holzfigur im Jahr 1964 auf der documenta III in Kassel in der Abteilung Aspekte 1964 vertreten.
Seine Hauptmaterialien waren Muschelkalkstein, Holz und Bronze.
Seit 1999 war Steinbrenner Mitglied der Bayerischen Akademien der Schönen Künste.

## Ehrungen
- 1955: ars viva[1]

## Ausstellungen (Auswahl)
- 1957 4. Biennale Middelheim in Antwerpen
- 1964 documenta III in Kassel
- 1975 Frankfurter Kunstverein
- 1986 Moderne Galerie Quadrat Bottrop
- 1990 Sinclair-Haus, Bad Homburg v. d. H.
- 1996 Frankfurter Städelmuseum
- 2008 Frankfurter Kunstkabinett Hanna Bekker vom Rath
- 2009 Retrospektive im Institut für Stadtgeschichte im Karmeliterkloster (Frankfurt am Main)
- 2014 Hans Steinbrenner: Skulptur, Grafik & Malerei. Kunstmuseum Ahlen, 17. Mai bis 3. August 2014
- 2015 Hans Steinbrenner – Skulptur, Malerei und Grafik. Johann Wolfgang Goethe-Universität, Campus Riedberg, KunstRaum Riedberg, Frankfurt am Main[2]

## Werke im öffentlichen Raum
Zahlreiche Werke Steinbrenners sind an öffentlichen Wegen und Plätzen aufgestellt,
darunter in Bochum, Bottrop, Bremen, Gießen, Marl, Kaiserslautern und Heidelberg.
Die Mehrzahl seiner Arbeiten im öffentlichen Raum sind aber
im Rhein-Main-Gebiet zu finden (z. B. Frankfurt, Wiesbaden, Bad Homburg).
In Frankfurt steht die 1993er „Figur“ aus Muschelkalk im Skulpturengarten des Städels am Schaumainkai, die Bronze „Figur“ von 1961 in der Sandgasse, aus Holz, eine Schrift-Stele (1968) im Grüneburgpark sowie je eine „Figur“ auf dem Gelände des Hessischen Rundfunks und auf dem Detmolder Platz. 1979 entwarf er den Brunnen aus Edelstahl am Merianplatz. Zwei weitere von Steinbrenners Skulpturen sind im Besitz des Frankfurter Städels.

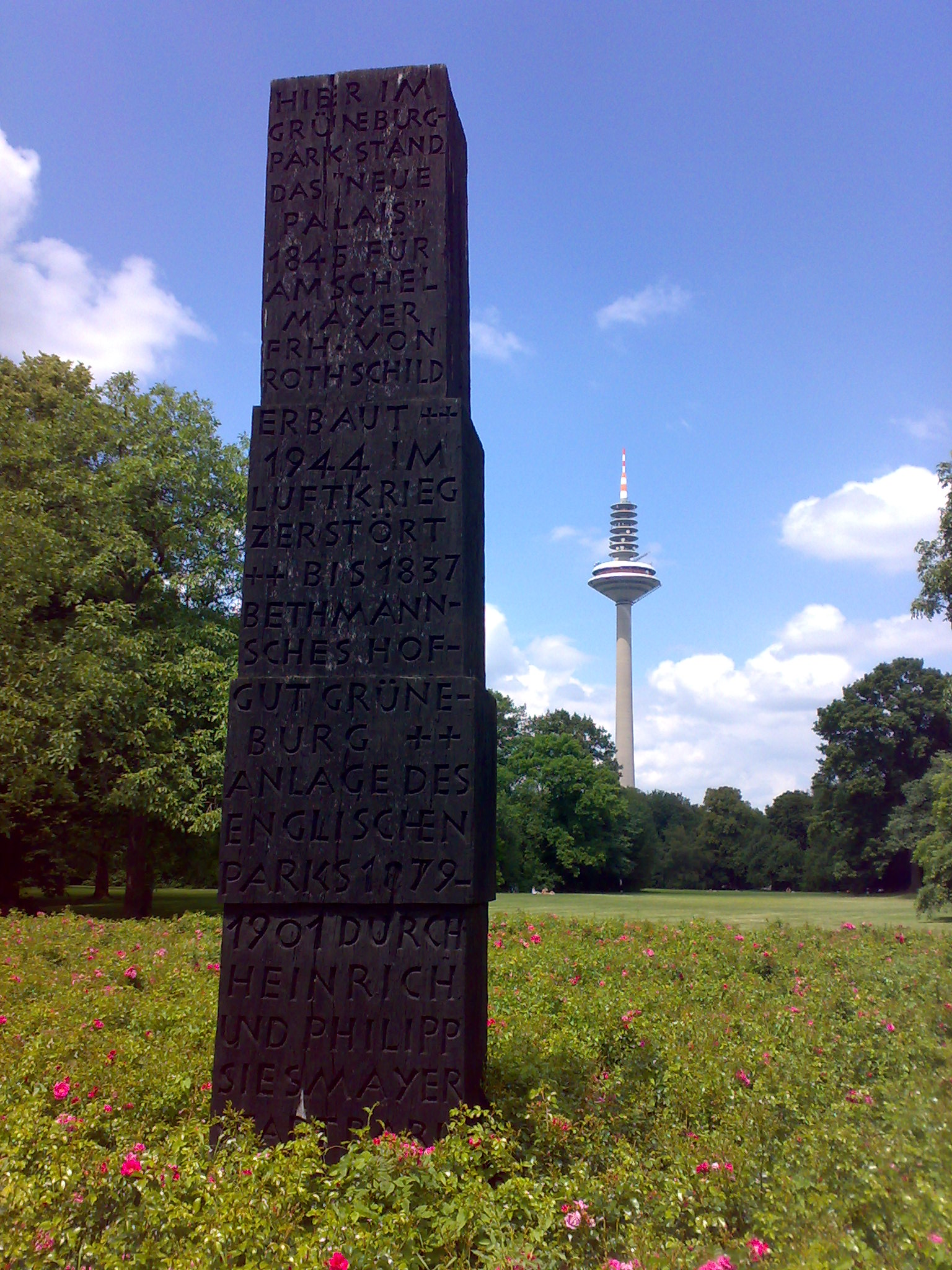
Schrift-Stele (1968), Grüneburgpark, Frankfurt am Main
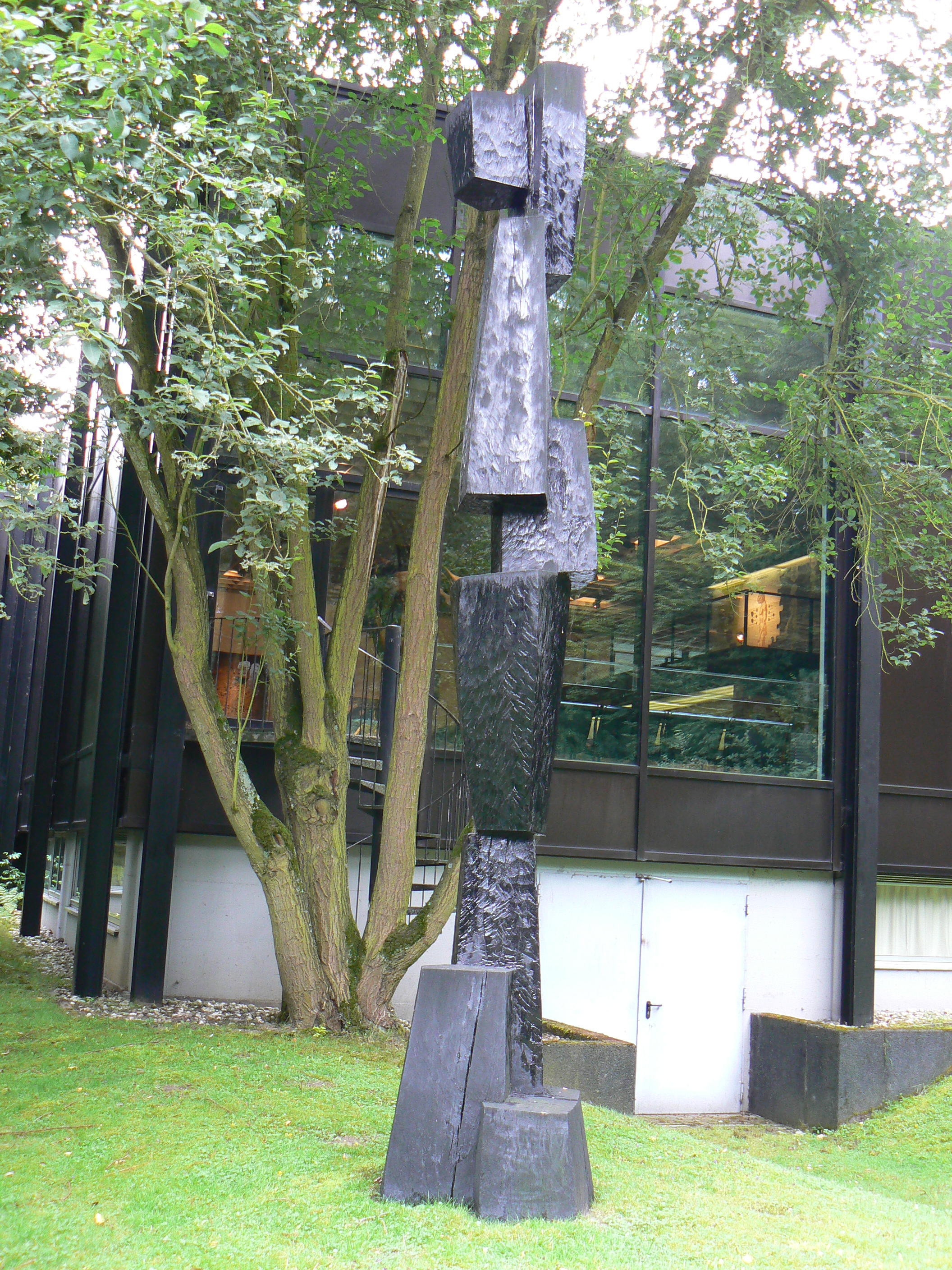
Figur (1961/1981), Skulpturenpark Museum Quadrat, Bottrop
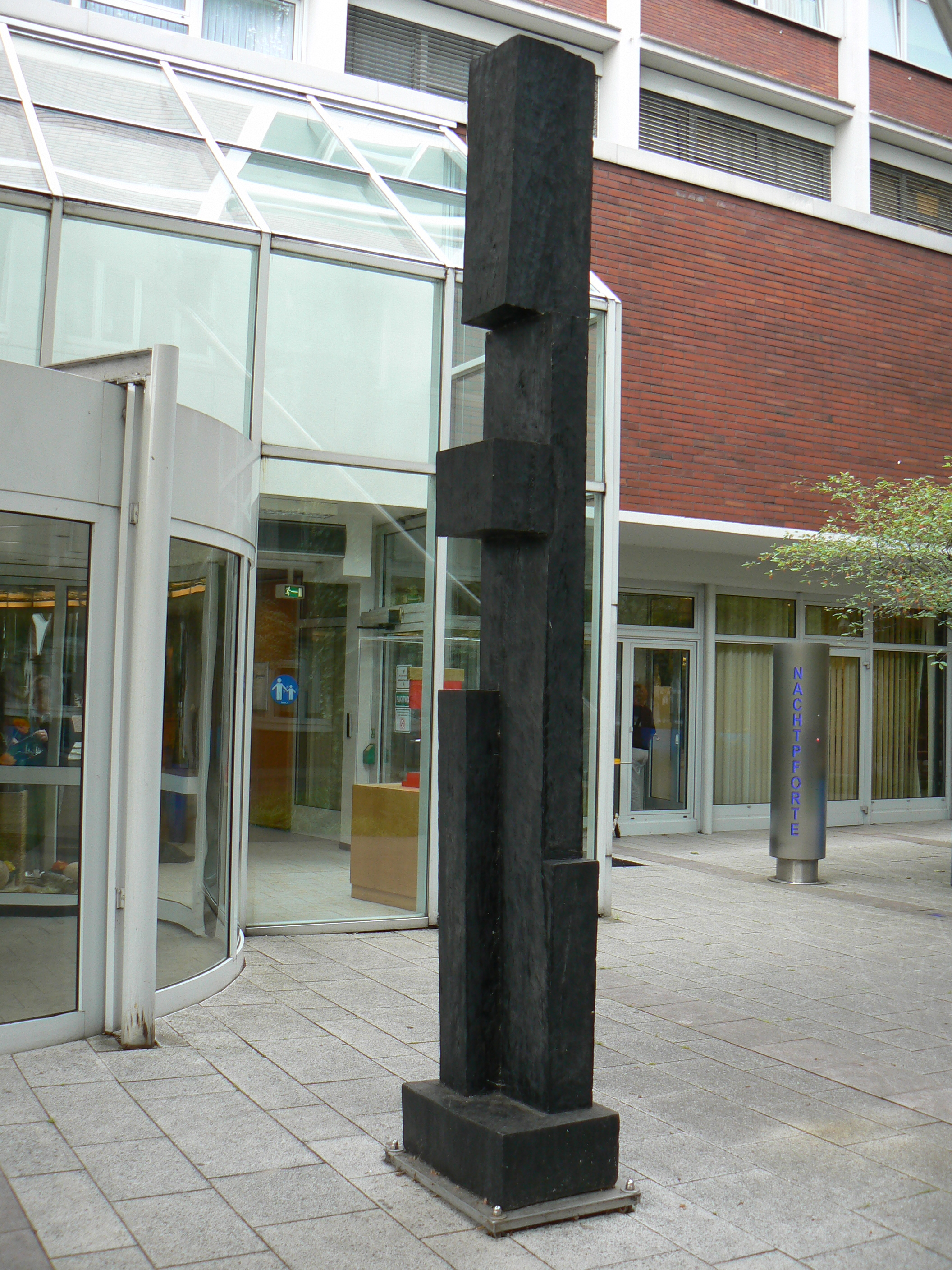
Figur (1983), Paracelsus-Klinik, Marl
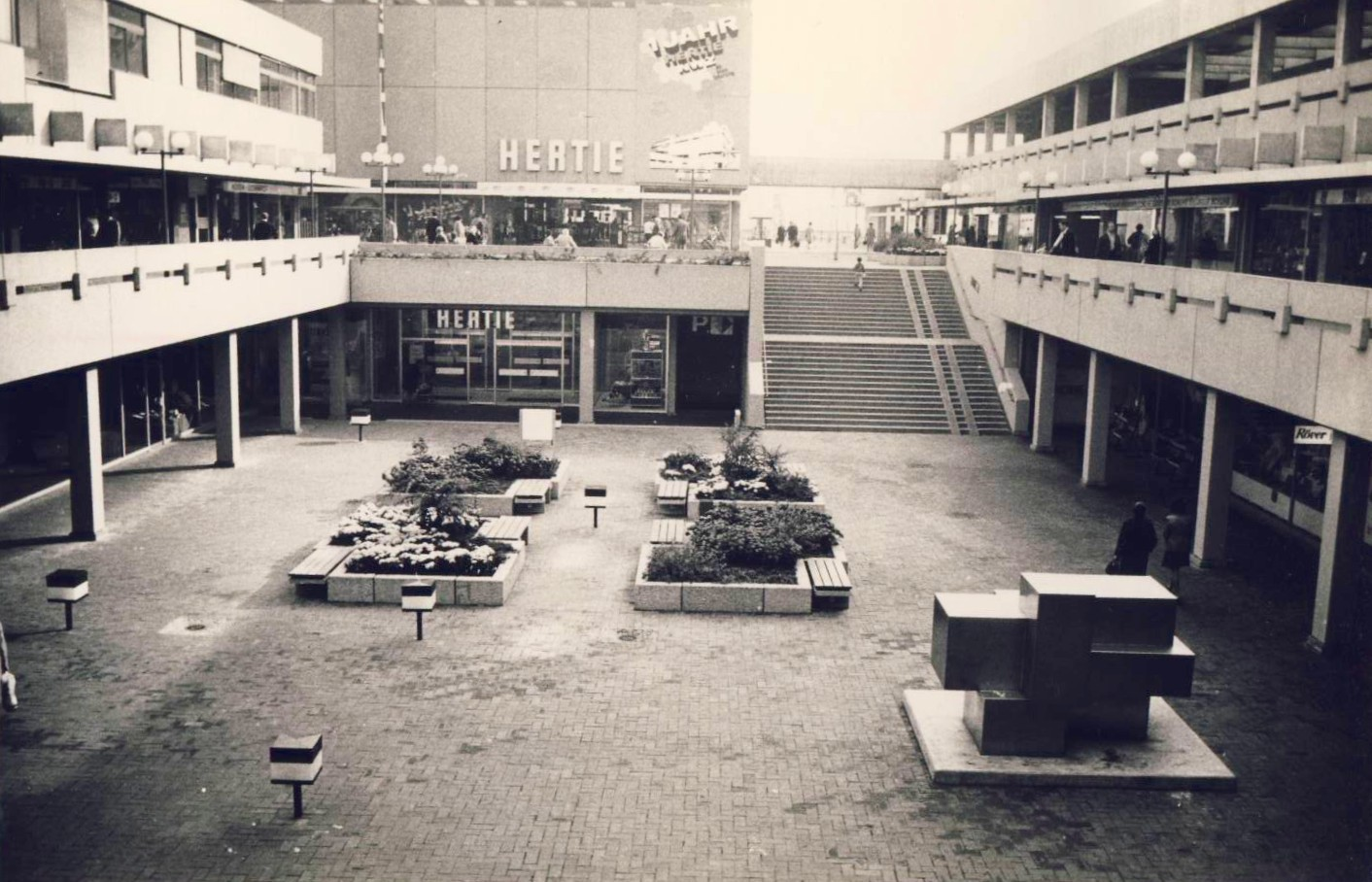
Bespielbare Skulptur im Nordwest-Zentrum Frankfurt am Main (abgebaut)